# Jōkyō
Jōkyō (japanska: 貞享?, Jōkyō), 21 februari 1684–30 september 1688, är en period i den japanska tideräkningen under kejsarna Reigen och Higashiyama. Shogun är Tokugawa Tsunayoshi.
Perioden inleddes för att markera en ny 60-årscykel i den kinesiska kalendern. Namnet är hämtat från ett citat ur I Ching.
Under den här perioden (jōkyō 2) införs Jōkyōkalendern, som ersätter Semmyōkalendern som använts sedan 800-talet.
År Jōkyō 3 (1686) abdikerar kejsare Reigen och lämnar tronen till sin son.